# Jayden Nelson
Jayden Nelson (Brampton, 26 de septiembre de 2002) es un futbolista canadiense que juega en la demarcación de delantero para el Vancouver Whitecaps F. C. de la Major League Soccer.

## Selección nacional
Tras jugar con la selección de fútbol sub-15 de Canadá y la sub-17, finalmente el 7 de enero de 2020 debutó con la selección absoluta en un encuentro amistoso contra Barbados que finalizó con un resultado de 4-1 a favor del combinado canadiense tras el gol de Armando Lashley para Barbados, y de Tosaint Ricketts, Jonathan Osorio, Tesho Akindele y de Theo Bair para el combinado canadiense.

### Goles internacionales
| # | Fecha               | Estadio                                             | Oponente | Gol | Resultado | Competición                  |
| - | ------------------- | --------------------------------------------------- | -------- | --- | --------- | ---------------------------- |
| 1 | 10 de enero de 2020 | Championship Soccer Stadium, Irvine, Estados Unidos | Barbados | 4-1 | 4-1       | Amistoso                     |
| 2 | 4 de julio de 2023  | Shell Energy Stadium, Houston, Estados Unidos       | Cuba     | 3-1 | 4-2       | Copa Oro de la Concacaf 2023 |

## Clubes
| Club                      | País     | Año       | Partidos | Goles |
| ------------------------- | -------- | --------- | -------- | ----- |
| TFC Academy               | Canadá   | 2017-2018 | 8        | 1     |
| Toronto FC II (cedido)    | Canadá   | 2018      | 14       | 0     |
| Toronto FC                | Canadá   | 2018-2021 | 8        | 0     |
| Toronto FC II             | Canadá   | 2021      | 8        | 3     |
| Toronto FC                | Canadá   | 2021-2023 | 42       | 1     |
| Rosenborg Ballklub        | Noruega  | 2023-2024 | 44       | 8     |
| SSV Ulm 1846 (cedido)     | Alemania | 2024-2025 | 6        | 0     |
| Vancouver Whitecaps F. C. | Canadá   | 2025-     | 19       | 2     |